# Manuel Rojas (Revolutionär)

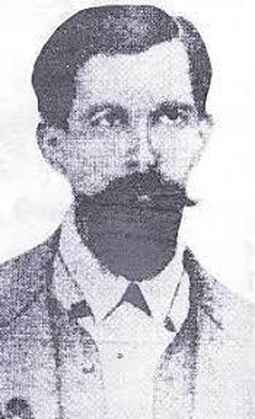
Manuel Rojas

Manuel Rojas (* 1820 in Caracas, Venezuela; † unbekannt) war einer der Anführer beim Grito de Lares gegen die spanische Kolonialregierung in Puerto Rico 1868.
In den frühen 1800er Jahren befand sich die Wirtschaft von Venezuela wegen internationaler Kriege in Unruhe. Rojas zog mit seinem puerto-ricanischen Vater und seiner venezolanischen Mutter nach Puerto Rico, wo sie sich in der Nähe von Lares niederließen. Zusammen mit seinem Bruder Miguel bewirtschaftete Manuel Rojas eine 1,2 km² große Kaffee-Plantage, die sie „El Triunfo“ und die ihnen zum Wohlstand verhalf. Nachdem Miguel auf einer Reise nach Añasco seine zukünftige Ehefrau Mariana Bracetti kennengelernt hatte, zog das Paar ebenfalls auf die Plantage, wo Manuel bereits mit seiner Familie wohnte.
Manuel Rojas bewunderte Ramón Emeterio Betances und schloss sich zusammen mit seinem Bruder dessen Unabhängigkeitsbewegung an. Das Revolutionskomitee, das Betances und Segundo Ruiz Belvis von der Dominikanischen Republik aus gründeten und leiteten, plante zusammen mit revolutionären Zellen in den westlichen Städten der Insel eine bewaffnete Invasion auf Puerto Rico. Rojas leitete die auf seiner Plantage angesiedelte und unter dem Codenamen „Centro Bravo“ bekannte Zelle, die neben der von Mathias Brugman geleiteten „Capa Prieto“ in Mayagüez eine der wichtigsten war. Betances bezeichnete Rojas als „Kommandanten der Befreiungsarmee“, während Rojas’ Schwägerin Mariana Bracetti als „Anführerin des Revolutionsrates von Lares“ fungierte. Auf Anordnung von Betances nähte sie außerdem die Revolutionsflagge „La Bandera de Lares“.
Die spanischen Autoritäten konnten zwar ein bewaffnetes Schiff von Betances vor der Ankunft in Puerto Rico konfiszieren, aber der an der Revolution beteiligte Bürgermeister von Camuy, Manuel Gonzalez konnte nach seiner vorläufigen Verhaftung fliehen und Manuel Rojas warnen. Angesichts dieser Ereignisse entschieden sich die Rebellen, die Revolution möglichst schnell zu beginnen, nämlich am 28. September 1868. Manuel Rojas marschierte mit Mathias Brugman und rund 800 Männern und Frauen nach Lares und nahm die Stadt beim Grito de Lares ein.
Mit seinen nur mit Knüppeln Macheten bewaffneten Männern zog Rojas weiter nach San Sebastián. Die vorgewarnte spanische Armee erwartete sie bereits mit Feuerwaffen. Bei ihrer Ankunft wurden die Revolutionäre mit tödlichen Schüssen empfangen.
Die Revolution scheiterte. Viele Revolutionäre starben und mindestens 475 von ihnen, darunter Manuel Rojas und Mariana Bracetii, wurden in Arecibo inhaftiert und zum Tode verurteilt. Einigen Gefangenen gelang jedoch die Flucht. Mathias Brugman versteckte sich in einer Farm, wurde aber von einem Mitarbeiter namens Francisco Quiñones verraten und von den Spaniern auf der Stelle hingerichtet.
Am 20. September 1869 gewährte der neue Gouverneur von Puerto Rico, José Sanz, auf Anordnung der spanischen Regierung allen Gefangenen eine generelle Amnestie. Was mit Manuel Rojas nach seiner Entlassung aus dem Gefängnis geschah, ist nicht bekannt.
| Personendaten    | Personendaten                                                               |
| ---------------- | --------------------------------------------------------------------------- |
| NAME             | Rojas, Manuel                                                               |
| KURZBESCHREIBUNG | Anführer einer Revolte gegen die spanische Kolonialregierung in Puerto Rico |
| GEBURTSDATUM     | 1820                                                                        |
| GEBURTSORT       | Caracas, Venezuela                                                          |
| STERBEDATUM      | nach 1868                                                                   |